# Baquet
Baquet – typ europejskiego nadwozia z początku XX wieku z dwoma rzędami podniesionych siedzeń (pojedynczych lub kanapy), podobnych do stosowanych na przełomie wieku w powozach konnych. W dosłownym tłumaczeniu baquet z francuskiego oznacza 'wannę' (jest to bardzo trafne określenie - samochody te wyglądały jak wanny z kółkami). Prawie wszystkie auta o nadwoziu typu baquet nie posiadały przednich drzwi, dachu czy też przedniej szyby. Bardzo często wyposażone były w 4-cylindrowy silnik o pojemności 3–4 litrów. W USA często używano określenia touring. 